# Góc sân và khoảng trời
Góc sân và khoảng trời là tập thơ của Trần Đăng Khoa được xuất bản lần đầu tiên năm 1968 khi tác giả mới 10 tuổi. Tập thơ mới đầu có tên là Từ góc sân nhà em, sau nhiều lần tái bản và chỉnh sửa, nay tập thơ tên là Góc sân và khoảng trời. Tập thơ như là những trang ký ức, nhật ký của tác giả thời thơ ấu. Tập thơ gồm có 107 bài thơ và Trường ca đánh Thần Hạn có 4 chương.

## Tựa đề một số bài trong tập thơ
Một số bài thơ nổi tiếng trong tập thơ này là:
- Con bướm vàng
- Trăng sáng sân nhà em
- Ò Ó O...
- Khi mẹ vắng nhà
- Trăng ơi... Từ đâu đến?
- Kể cho bé nghe
- Hạt gạo làng ta
- Lời của than
- Thơ vui
- Mưa
- Cây dừa
- Sắp mưa
- Những con mối

## Đôi lời của tác giả
Trong bản in lần thứ 23, đoạn "Đôi lời của tác giả" đề ngày là tháng 11 năm 1996, Trần Đăng Khoa đã viết:
"...Làng tôi là một trạm nghỉ chân trên đường đi B của các trung đoàn đồng bằng Bắc bộ, trong suốt thời chống Mỹ sau khi huấn luyện ở núi rừng Yên Tử. Hàng ngàn chú bộ đội đã lần lượt rải chiếu ngủ trên nền đất nhà tôi, đã mắc võng nằm trong vườn cây nhà tôi. Các chú nghe thơ tôi, chép thơ tôi vào sổ tay và mang nó ra mặt trận. Sự tiếp xúc có phần ngẫu nhiên đó đã dậy tôi một cách nghiêm túc phải viết như thế nào. Đấy là điều lý giải vì sao thơ tôi đã có mặt từ những năm chiến tranh..."
"...Trong tập thơ, có bài tôi viết trong lúc sát hạch, nghĩa là các cô chú đến chơi, vây quanh rồi ra đề cho tôi làm, như bài "Bên sông Kinh Thầy", "Sao không về Vàng ơi?" Có bài tôi viết nhanh theo những thông tin và yêu cầu của báo Văn nghệ, như bài "Lời một bạn gái 12 tuổi". Có bài tôi viết để thay một bức thư trả lời, như bài "Thơ vui."
"Con bướm vàng là bài thơ đầu tiên tôi viết vào tháng 2 năm 1966, khi tôi 8 tuổi, đang học ở học kỳ II lớp 1 trường làng. Suốt 10 năm học phổ thông, tôi đã được đăng báo in sách khoảng trên 200 bài thơ và 4 trường ca."